# Densité de Planck
La densité de Planck est l'unité de masse volumique du système d'unités naturelles dites unités de Planck.

## Notation
La densité de Planck est couramment notée ρP, notation composée de la lettre grecque ρ (rhô) minuscule italique, symbole usuel de la masse volumique, suivie, à droite et en indice, de la lettre latine P majuscule romaine, initiale du nom patronymique de Max Planck.

## Définition et expression
La densité de Planck est égale, par définition, au rapport de la masse de Planck par le volume de Planck, celui-ci étant égal, par définition, au cube de la longueur de Planck :
{\displaystyle \rho _{\mathrm {P} }={\frac {m_{\mathrm {P} }}{l_{\mathrm {P} }^{3}}}={\frac {c^{5}}{\hbar {G^{2}}}}},
avec :
- {\displaystyle m_{\mathrm {P} }}, la masse de Planck ;
- {\displaystyle l_{\mathrm {P} }}, la longueur de Planck ;
- {\displaystyle c}, la vitesse de la lumière dans le vide ;
- {\displaystyle G}, la constante gravitationnelle ;
- {\displaystyle \hbar }, la constante de Planck réduite.

## Dimension et unité
La dimension de la densité de Planck est, par définition, celle de la masse volumique :
{\displaystyle [\rho _{\mathrm {P} }]=\mathrm {ML^{-3}} }.
La densité de Planck s'exprime ainsi, dans le Système international d'unités, en kilogrammes par mètre cube (kg/m3 ou kg m−3).

## Valeur
La valeur de la densité de Planck est d'environ 5,155 00 × 1096 kg m−3.

## Interprétations
En physique théorique, la densité de Planck est la masse volumique maximale susceptible d'être décrite par la physique actuelle, en l'absence d'une théorie de la gravité quantique unifiant la relativité générale et la mécanique quantique.
En cosmologie, la densité de Planck serait la masse volumique de l'Univers au temps de Planck.
C'est par construction la densité d'une particule de Planck.